# サイバーコミックス
『サイバーコミックス』は、バンダイ出版課発行のロボットアニメ専門のアンソロジーコミック集。1988年4月10日創刊、1992年11月15日発売の計47号をもって休刊した。毎月15日頃発売された。
ゼネラルプロダクツが発案した「ガンダムシリーズ専門のマンガ雑誌」という企画により創刊され、当初は編集もゼネラルプロダクツが行っていたが、同社の実務能力の低さから後に別の編集プロダクションが担当することになった。
後継の『MEDIA COMIX DYNE』も通巻3号で休刊したが、パソコン雑誌『電撃王』の付録雑誌であった『コミック電撃王』の独立創刊に合流し、『月刊コミック電撃大王』となった。
同じくバンダイから発行されていたガンダムシリーズ専門のアンソロジーコミック集『MS SAGA』、および『月刊コミック電撃大王』に継続された作品もある。
創刊号より29号まではゼネラルプロダクツ（ガイナックス）が編集を行っていたが、30号からはスタジオハードMXが編集を担当した。

## 掲載作品
- STAMPEDE ミノフスキー博士物語（沖一） 掲載号1
- ルウム戦記（赤井孝美） 掲載号1
- TOP GUNDAM（山口宏） 掲載号1,8
- WAGONSALE（奈和浩子） 掲載号1
- あしたのガンダム（島本和彦） 掲載号1
- 獣闘紀バスティ（北崎拓） 掲載号1,11,20,21
- チュナのいる天国（克・亜樹） 掲載号1
- 愛しのBONYの場合（園田健一） 掲載号1
- ATTESA（山下いくと） 掲載号2
- MOTO MATIC HEART（山羽二貴） 掲載号2
- WET DREAM（加藤洋之+後藤啓介） 掲載号2,3
- 混淆世界ボルドー（市川裕文） 掲載号2 - 5,7 - 13,15,16,18 - 31,33,37,39,43
- アーリィドッグM72 EXCELLENT・AT（秋本行治） 掲載号2
- 異なる人々（そうま竜也） 掲載号2
- おうらろまん（西崎まりの） 掲載号2
- Gの影忍（こやま基夫） 掲載号2,4,6,8 - 11,13,19
- 始まりの惑星（きお誠児） 掲載号2,3,5,7,9,11,13,14
- 整備しちゃうぞ!（あろひろし） 掲載号3
- 日本上陸!ヤンキー娘（そうま竜也） 掲載号3
- BLUE SONGS（秋本行治） 掲載号3
- PONY METAL U-GAIM EX.（3大連 9,10Project-U） 掲載号3,9,10
- Jupiter Mirage（3仁木ひろし 4小林誠 8,9田中雅人） 掲載号3,4,8,9
- 宇宙戦艦ハーレムノクターン（安永航一郎） 掲載号4
- METAL SKIN PANIC MADOX-01（秋本行治） 掲載号4 - 6
- 聖鉄帝国（山羽二貴） 掲載号4,7
- トップをねらえ!（4 - 7赤石沢貴士 8豊島U作） 掲載号4 - 8
- ぼくらはいんきなあそびにん（ひぐちきみこ） 掲載号4 - 32
- たおせカラオケ番長（そうま竜也） 掲載号4,6
- Cyber Punk DRAGON（いしかわじゅん） 掲載号4,5,7,8
- 謎の円盤UFO（4加藤礼次郎 7,8,10,11,13,15,17,19 あとべまさひろ） 掲載号4,7,8,10,11,13,15,17,19
- HUMAN LEAN（山下いくと） 掲載号4
- ダークウィスパー（山下いくと） 掲載号5,10,12,18,20,24,27,28,32,34,36
- 人間以上（真籠義信） 掲載号5
- 筋肉警察（縷茶吏武礼） 掲載号5
- 硅素鎧神アイオン（夢月なな） 掲載号5,6
- FΦU（西崎まりの） 掲載号6
- 東京上空（本多将） 掲載号6
- EX.G（市橋一美） 掲載号6
- 聖戦士ダンバイン異伝 エグザイルサーガ（衣谷遊） 掲載号7 - 20,22 - 24,26,27,29 - 31
- 玄獣戯画（本多将） 掲載号7
- 機動戦士ガンダム 海底100,000糎の死闘（秋本行治） 掲載号7,8
- 機動戦士ガンダム なぐりあい宇宙（島本和彦 そうま竜也） 掲載号8
- POST MAN（山田章博） 掲載号8
- 魔法の少尉ブラスターマリ（池田恵） 掲載号8,10 - 12,14 - 17
- 仮面たちの事情（大迫純一） 掲載号8
- CRudS（仁木ひろし） 掲載号8
- runabout 出張版（かさぎとしひこ） 掲載号8 - 18
- GREAT ADVENTURE OF GUNDAM（SUEZEN） 掲載号8
- ドリームハンター麗夢（都築和彦） 掲載号9
- BURN STORMER（大連） 掲載号9,11
- HEAVENS RUNNING -超空への疾走-（そうま竜也） 掲載号9
- 怪傑!独立極楽愚連隊（本多将） 掲載号9,10,12 - 14,17
- 機動戦士Ζガンダム Euro Circus（そうま竜也） 掲載号11
- トップをねらえ! NeXT GENERATION（矢野健太郎） 掲載号11,14 - 17,19,20,22
- Edda（加藤雅基） 掲載号11
- カレンダーガールズ（菊池通隆） 掲載号11 - 26
- ガンダム バカ一代（松本久志） 掲載号12
- HEAT UP（鎌田春生） 掲載号12
- 宇宙刑事シャリバン（麻宮騎亜） 掲載号13
- GUNDAM FRONTIER（高澤秀英） 掲載号13,26
- プログラム=マスター（松浦まさふみ） 掲載号13
- 遥か物語（山下いくと） 掲載号14
- ガンダムの帝国（高澤秀英） 掲載号14,18,29
- デュアル ハーツ（赤山としふみ） 掲載号14,18
- QUESTIAN（都築和彦） 掲載号15,19
- 機動戦士バロムガンダム（松本久志） 掲載号15,34,37
- HERO（真籠義信） 掲載号15
- BREEZE（加藤雅基） 掲載号16
- 実録ジオン体育大学（安永航一郎） 掲載号16
- 機動戦士ガンダム アウターガンダム（松浦まさふみ） 掲載号16,19,22,24,28,31,33,35,38,40,42,43
- アイシャにおまかせ（田中雅人） 掲載号17
- 機動戦士ガンダム モビルボーグG（大迫純一） 掲載号17
- ALMARYA（うしだゆうじ） 掲載号17
- アイシム 炎の魂（夢月なな） 掲載号17,20
- フォーク クラフト（きお誠児） 掲載号18
- アステロイド・ヒート（加藤文克） 掲載号18
- FLAPPERS（本多将） 掲載号19 - 34,36,38,41,43,46,47
- 鳥の街（まっする小岩） 掲載号19
- ラバウル戦記（牧島和秀） 掲載号20
- NON STOP（西野司） 掲載号20
- 海洋新世紀ブルーアジュール（きお誠児） 掲載号21,25,28,33,35
- トップをねらえ! over last（藤宮幸弘） 掲載号21
- 戦闘音楽隊ソニック・レンジャー（厦門潤） 掲載号21,22
- 見習い魔女リンダ（山吹ショウマ） 掲載号21,28,31,35,39,42,46
- 無敵刑事 大打撃（藤宮幸弘） 掲載号21,22,24 - 29,31 - 45,47
- ロボゾック（安永航一郎） 掲載号22
- トップをねらえ! ヒロイン達へ…（ふじいあきこ） 掲載号22
- ガンダム沈没（高澤秀英） 掲載号22,35
- 機動戦士ガンダムF90（中原れい） 掲載号23 - 30
- ガンダムVS伝説の巨人（長谷川裕一） 掲載号23 - 26
- 電脳夢（きお誠児） 掲載号23
- 赤ウサギ（伊藤洋行） 掲載号23
- 大江戸超神秘帖 剛神（近藤ゆたか） 掲載号23 - 30,32,35,39,42,45
- 婦人警備官候補生物語（新田真子） 掲載号24,26,28,30,32
- 迷宮商売（赤山としふみ） 掲載号25,29
- Machine Arts Laboratory（松浦まさふみ） 掲載号25
- 銀貨一枚の決闘（はしまさと） 掲載号26
- おやじと家（藍田真一） 掲載号27
- 〜カロッツェリア・ガール〜 FAIRYZA（赤石沢貴士） 掲載号28 - 37, 39,40
- おいてけ堀（駕籠真太郎） 掲載号28
- 強化人間物語（森下薫） 掲載号29 - 30,35 - 43
- マージナル ミラージュ（やまむらはじめ） 掲載号29
- NEVES（うたたねひろゆき） 掲載号30,31,33,36,40,45
- 怪談 牡丹灯篭（駕籠真太郎） 掲載号30
- 鋼鉄の処女（海明寺裕） 掲載号31
- ある日ある星で（赤山としふみ） 掲載号31,37,41
- アンドロメダ・ストリート（ITOYOKO） 掲載号31
- IRON DOLL（池内守） 掲載号31
- BLUE GALE（伊藤明弘） 掲載号32
- NIGHT=HAWKS!（此路あゆみ） 掲載号32
- 四谷怪談（駕籠真太郎） 掲載号32
- 無敵ロボトライダーG7（一本木蛮） 掲載号33
- 聖戦士ダンバイン外伝 敬禱する巨甲騎士（森下薫） 掲載号33,34
- 東風抄羅電（高澤秀英） 掲載号33,36 - 42,44,46,47
- 機動戦士ガンダム SAIGON 0081（たけばしんご） 掲載号33,34,38,42,46
- トップをねらえ! 学園天国（西野司） 掲載号33
- STEALTH DOOM（近藤和久） 掲載号33
- 装甲騎兵ボトムズ外伝 無防備都市（柴田文明） 掲載号34,36,39,41,42,46,47
- 鋼王伝奇（夢月なな） 掲載号34,37,40,43,45
- 学園同盟（環望） 掲載号34
- 甲竜伝説ヴィルガスト（35蜂文太 36伊藤洋行 38東洋子 40おおぬまひろし） 掲載号35,36,38,40
- 少年最勇記コマンダーゴクウ（一本木蛮） 掲載号35 - 37,39,41 - 44,46
- 夢幻境戦士エリア（加藤洋之+後藤啓介） 掲載号36
- 天狗 〜マ・ジ・ン〜（倉間彰悟） 掲載号37
- SFへ理屈探検隊（松浦まさふみ） 掲載号37
- 最強巨神ドデカイン（富士原昌幸） 掲載号38,40,44,45
- 銀の腕のヌアーダ（小野敏洋） 掲載号38 - 40
- Cyberキャンバス日記（一本木蛮） 掲載号38,40,45,47
- もののけPRESENT（みやさかたかし） 掲載号39,41,43,45
- 獣鋼人エルドラ（奥矢星） 掲載号41
- THE MIGHTY BOMBSHELLS（石川裕人） 掲載号42
- ロスト ヴィジョン（永井朋裕） 掲載号43
- 機動戦士ガンダム0079（近藤和久） 掲載号44 - 47
- 機動戦士ガンダム シルエットフォーミュラ91（やすだひろし） 掲載号44 - 46
- 潜魂想記NIRVANA（駕籠真太郎） 掲載号44,46,47
- From the DARKNESS（なかむらたけひこ） 掲載号44,47
- キャッ党忍伝てやんでえ（そうま竜也） 掲載号44,47
- Step Down（Lushea） 掲載号46
- ゼリー&バッジのなおざりミッション（市川裕文） 掲載号47
- Mobile Suit GUNDAM 0079 12月31日の決意（ことぶきつかさ） 掲載号47

## ピュアサイバーコミックスシリーズ
主に、『サイバーコミックス』に掲載された作品を単行本化したもの。略称「P.C comix」、「P.C.C」。すべて絶版となっているが、作品のいくつかはメディアワークスの電撃コミックスから再版されている。
1. Gの影忍 機動戦士ガンダム外伝（こやま基夫）
2. ガンダムジェネレーション1
3. Gの伝説 機動戦士ガンダム外伝（小林誠）
4. ガンダムジェネレーション2
5. 混淆世界ボルドー1（市川裕文）
6. ダークウィスパー1（山下いくと）
7. 魔法の少尉ブラスターマリ（池田恵）
8. ガンダムジェネレーション3
9. アンダー・ザ・ガンダム DOUBLE FAKE（うしだゆうじ）
10. 始まりの惑星 FIRST PLANET（きお誠児）
11. エグザイルサーガ 銀竜の章（衣谷遊）
12. ガンダムジェネレーション4
13. フラッパーズ1（本多将）
14. 混淆世界ボルドー2（市川裕文）
15. トップをねらえ! ネクストジェネレーション（矢野健太郎）
16. たおせ カラオケ番長!!（そうま竜也）
17. ダークウィスパー2（山下いくと）
18. 大江戸超神秘帖 剛神 壱之巻（絵師：近藤ゆたか 戯作：滝沢一穂）
19. 少年最勇記 コマンダー ゴクウ1（一本木蛮）
20. アウターガンダム（松浦まさふみ）
21. 強化人間物語 ANOTHER Z GUNDAM STORY（森下薫）
22. 装甲騎兵ボトムズ外伝 無防備都市 CITTA APERTA（作画：柴田文明 ストーリー原案：山口宏）
23. 東風抄羅電（高澤秀英）
24. 見習い魔女リンダ1（山吹ショウマ）

## サイバーコミックスEX
装丁によっては、サイバーコミックス別冊やCYBER COMIX SPECIAL EDITIONとも表記される。
- コミック・ガンバスター (1989年) ISBN 4891890312
  - 赤石沢貴士、赤井孝美、明貴美加、来留間慎一、大連、神崎時生、KAN2O、こやま基夫、新田真子、SUEZEN、鈴木雅久、そうま竜也、苑崎透、都築和彦、豊島U作、西島克彦、ひぐちきみこ、ふじたゆきひさ、前田真宏、夢月なな、矢野健太郎、GAINAX
- コミック・ガンバスター (2) (1991年) ISBN 4891891106
  - きお誠児、本多将、池田恵、まつもと泉、見田竜介、清水としみつ、うたたねひろゆき、藤宮幸弘、ふじいあきこ、西野司、ひぐちきみこ、加藤文克、もりたけし、窪岡俊之、ITOYOKO、森木靖泰、親雅宏
- コミック・ブルーウォーター (1992年) ISBN 4891892102
- コミック・ヴィルガスト (1) (1992年) ISBN 489189220X
- コミック・ヴィルガスト (2) (1993年) ISBN 4891892056